# Myrta Bonillas
Myrta Bonillas (3 de noviembre de 1890 – 13 de noviembre de 1959) fue una actriz estadounidense de la época del cine mudo conocida por sus papeles en películas como Shackles of Gold (1922), The Custard Cup (1923), The Claw (1927) y Lummox (1930).

## Carrera
Al parecer, Bonillas trabajó como extra para Fox Film Corporation durante un solo día en 1922, antes de que su belleza inspirara al director Herbert Brenon para ofrecerle el papel de la condesa Koefield en su película A Stage Romance, protagonizada por William Farnum. Algunas fuentes también informan de que fue descubierta por el actor Christy Cabanne. Ese mismo año, Bonillas intervino en otra película de Brenon, Shackles of Gold (1922), esta vez como el interés amoroso de Farnum. Bonillas colaboró con Brenon en varias películas más a lo largo de su carrera, como The Custard Cup (1923) y Lummox (1930).
Bonillas se casó en 1924 y dejó de actuar hasta 1927. Después de 1930, apareció principalmente en papeles no acreditados, con la excepción de Así es la vida (Such is Life), una película argentina dirigida por Francisco Múgica.

## Filmografía
| Título                                      | Papel                            | Año  |       |
| ------------------------------------------- | -------------------------------- | ---- | ----- |
| Así es la vida (Such is Life)               | Margarita                        | 1939 |       |
| A Damsel in Distress                        | Sin acreditar                    | 1937 |       |
| Charlie Chan at the Opera                   | Aldeana en ópera (sin acreditar) | 1936 |       |
| Ramona                                      | Sin acreditar                    | 1936 |       |
| One Night of Love                           | uncredited                       | 1934 |       |
| Running with Charles Paddock (cortometraje) |                                  | 1932 |       |
| Lummox                                      | Veronica Neidringhouse           | 1930 | [ 6 ] |
| American Beauty                             |                                  | 1927 | [ 7 ] |
| The Claw                                    | Saba Rockwood                    | 1927 | [ 8 ] |
| The Gingham Girl                            | Sonia Mason                      | 1927 |       |
| The Custard Cup                             | Gussie Bosley                    | 1923 |       |
| Shackles of Gold                            | Marie Van Dusen                  | 1922 | [ 4 ] |
| A Stage Romance                             | condesa Koefield                 | 1922 |       |

## Vida privada
Bonillas se casó con el capitán del ejército John S. Peters el 13 de diciembre de 1924. En el otoño de 1928, Bonillas solicitó el divorcio de Peters, alegando angustia mental causada por el maltrato físico de Peters a una amiga suya.